# Соседов, Василий Петрович
Василий Петрович Соседов (10 октября 1944 года, село Александровка, Оренбургская область, СССР — 19 августа 1995 года, Смоленск, Россия) — советский и российский военачальник, генерал-лейтенант.

## Биография

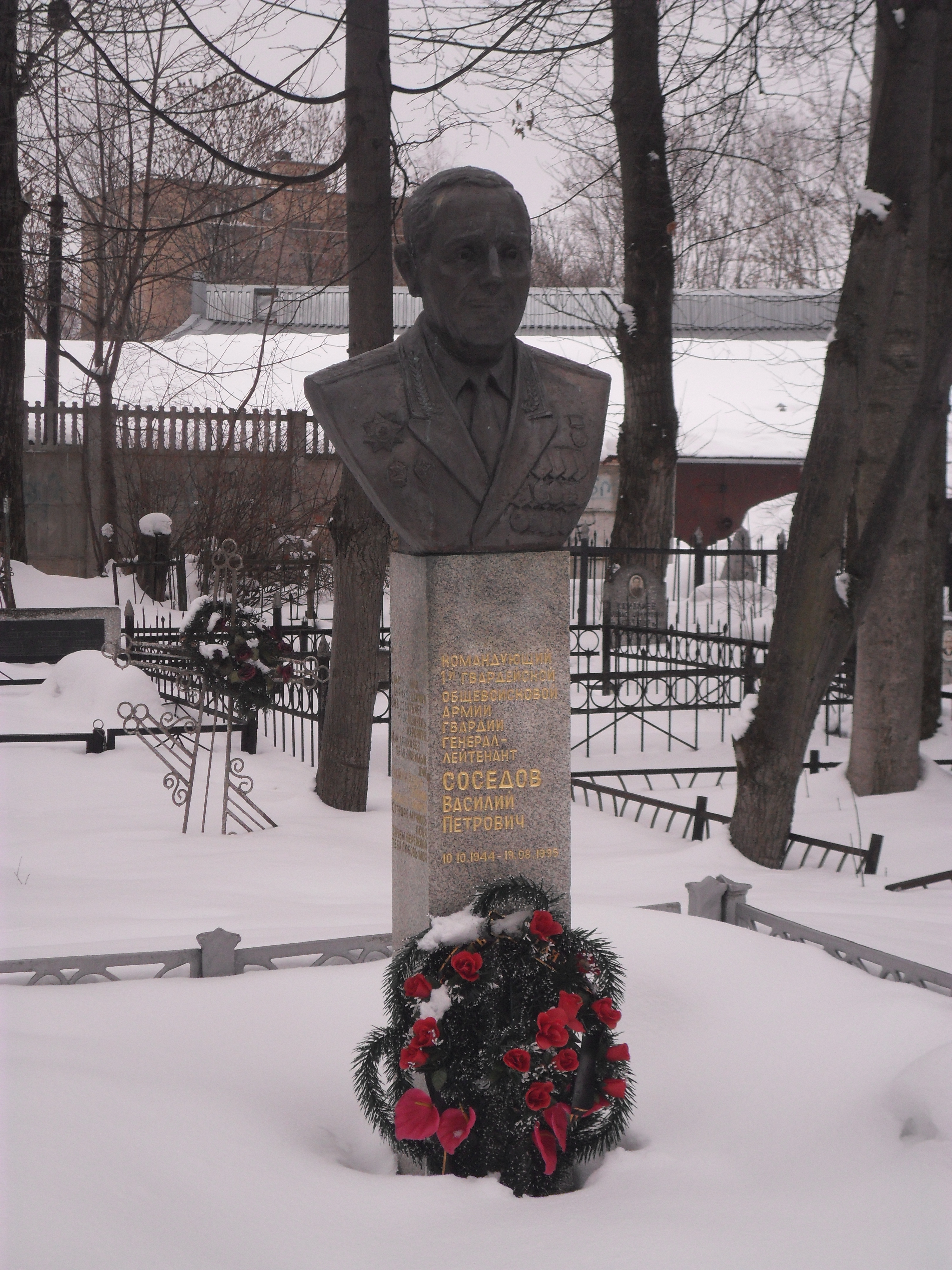
Могила Соседова на Братском кладбище Смоленска.

Василий Соседов родился 10 октября 1944 года в селе Александровское Оренбургской области.
В 1963 году он окончил Казанское суворовское военное училище, в 1967 году — Киевское высшее общевойсковое командное училище, в 1978 году — Военную академию имени Фрунзе, в 1988 году — Военную академию Генерального штаба.
Проходил службу в составе Группы советских войск в Германии, Дальневосточном и Московском военных округах. Прошёл путь от командира взвода до командующего армией.

## На командных должностях
В 1992 году командовал 8-й гвардейской общевойсковой ордена Ленина армией Западной группы войск. Был последним командующим этой прославленной армии. Осуществлял вывод армии с территории Германии на территорию Российской Федерации.
В 1993—1995 годах Соседов командовал 1-й гвардейской танковой Краснознамённой армией, штаб которой находился в Смоленске. Начальник Смоленского гарнизона.

## Награды
- Два ордена «Знак Почёта»,
- орден «За службу Родине в Вооружённых Силах СССР» 2-й степени,
- орден «За службу Родине в Вооружённых Силах СССР» 3-й степени,
- Медали[1].

## В отставке
Василий Петрович активно участвовал в общественной и политической жизни Смоленской области.

Василий Петрович Соседов скончался 19 августа 1995 года, похоронен на Братском кладбище Смоленска. На могиле установлен бюст.